# Västra öknen (Australien)

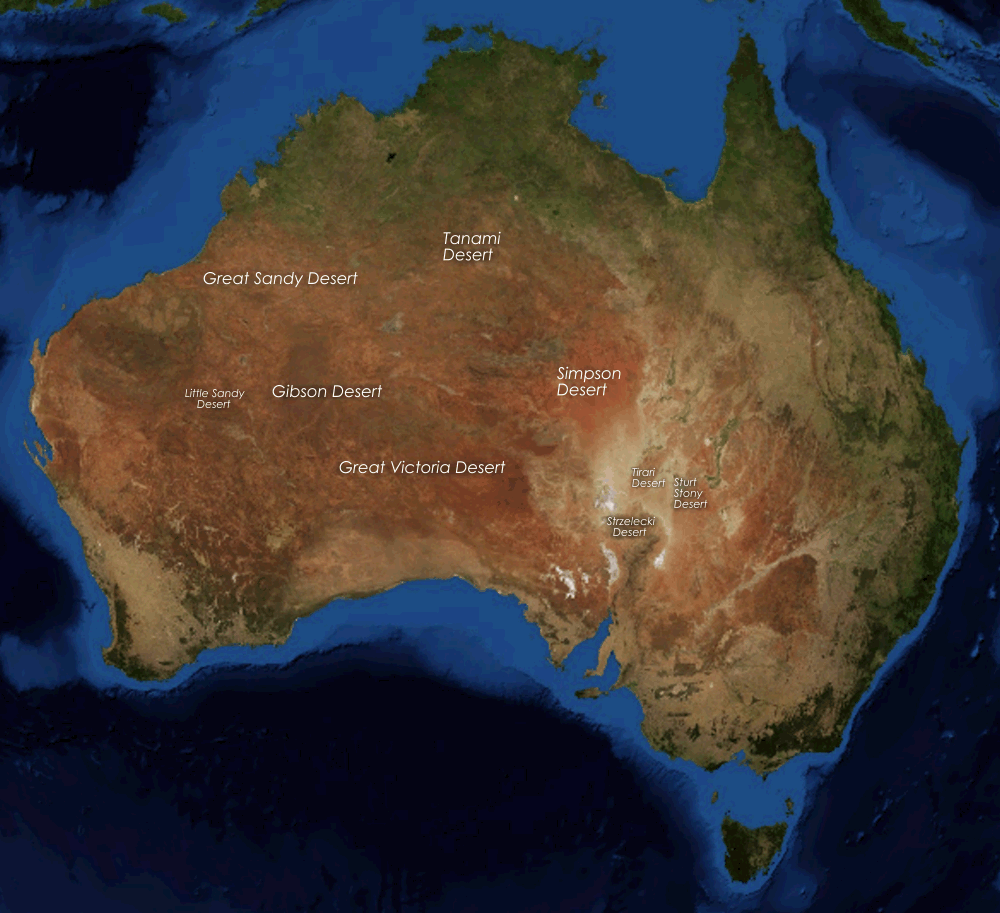
Placering av öknarna i Australien

Västra öknen betecknar ett stort ökenområde i Australiens västra del som består av Gibsonöknen, Stora Sandöknen och Lilla Sandöknen. 
Beteckningen används ofta när antropologer diskuterar aboriginer i området, som inkluderar bl.a. de Pintupi, de Warlpiri och de Martu. 
Lingvister som studerar aboriginska språk betecknar språk från detta område Västra ökenspråk. 